# Doudinka
Doudinka (en russe : Дудинка) est une ville portuaire du krai de Krasnoïarsk, en Sibérie. Son port est accessible aux cargos de haute mer. Sa population s'élevait à 22 339 habitants en 2013. C'est un des 7 ports arctiques russe libre de glaces toute l'année.

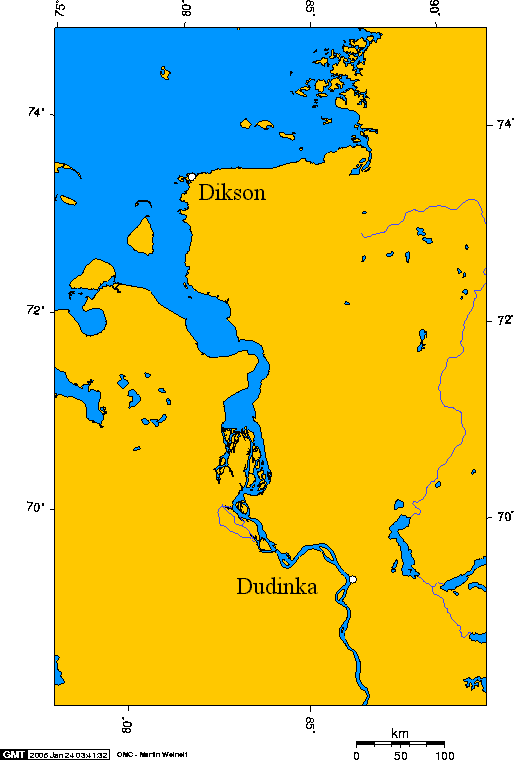
Situation géographique de Doudinka

## Géographie
Doudinka est située à l'embouchure de l'Ienisseï, à 320 km à l'intérieur du cercle Arctique et à 1 528 km au nord de Krasnoïarsk.

## Histoire
Doudinka a été fondée en 1667. Depuis 2001, la ville est d'accès restreint bien qu'elle n'ait pas le statut de ville fermée.

## Population
Recensements (*) ou estimations de la population
| 1939*  | 1959*  | 1970*  | 1979*  | 1989*  |
| ------ | ------ | ------ | ------ | ------ |
| 13 888 | 16 332 | 19 701 | 24 758 | 32 325 |

| 2002*  | 2006   | 2010*  | 2012   | 2013   |
| ------ | ------ | ------ | ------ | ------ |
| 25 132 | 25 000 | 22 175 | 22 356 | 22 339 |

## Galerie

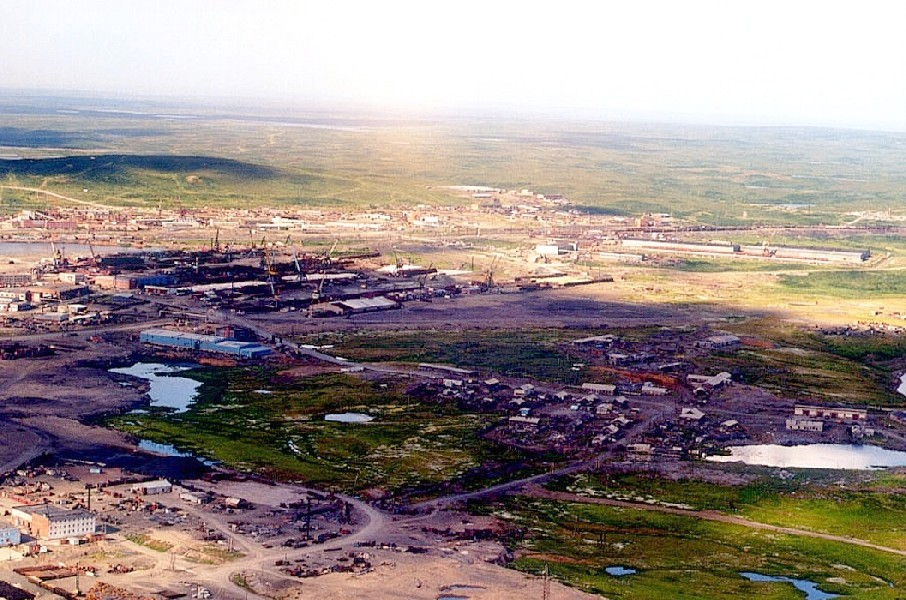
Vue de Doudinka.
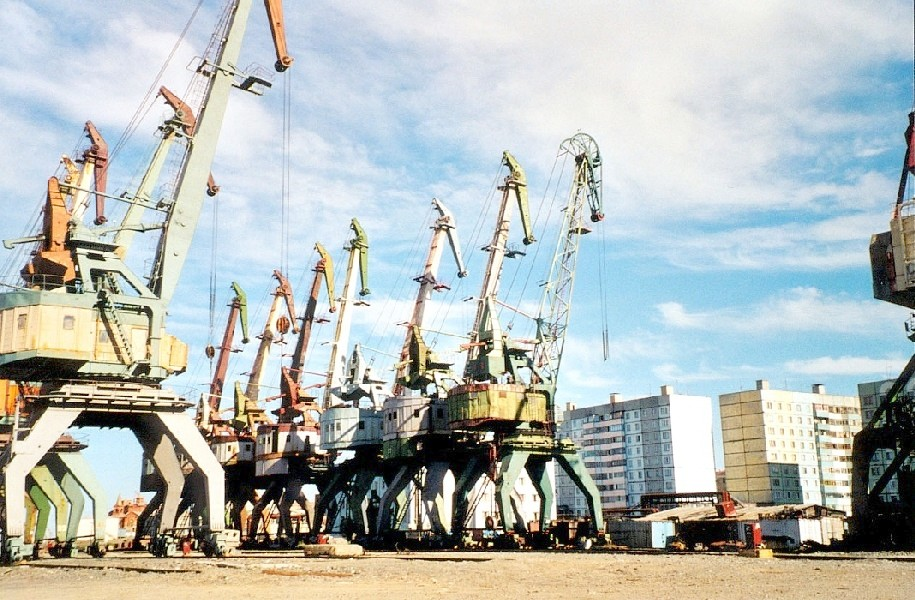
Le port de Doudinka.

## Économie
Le port sert principalement pour l'exportation du nickel et du palladium extrait dans la région par la compagnie minière russe MMC Norilsk Nickel (4,5 millions de tonnes en 2006). Avant la débâcle annuelle fin mai-début juin, qui fait monter le niveau du fleuve de plus de huit mètres, les grues sont déplacées vers l'intérieur des terres de plusieurs centaines de mètres.

## Personnalités
La poétesse Ogdo Aksënova (1936-1995) a vécu en partie et est morte à Doudinka.
Petr Yan (célèbre combattant MMA et champion à l’UFC) est originaire de Doudinka

## Climat
Le climat de Doudinka est subarctique. Les hivers y sont particulièrement longs et rigoureux avec des minimales inférieures à −30 °C pour les mois les plus froids. C'est le port le plus septentrional du globe.
| Mois                                        | jan.       | fév.      | mars       | avril      | mai        | juin       | jui.      | août      | sep.       | oct.       | nov.       | déc.       | année      |
| ------------------------------------------- | ---------- | --------- | ---------- | ---------- | ---------- | ---------- | --------- | --------- | ---------- | ---------- | ---------- | ---------- | ---------- |
| Température minimale moyenne (°C)           | −31        | −30,8     | −26        | −20,2      | −8,5       | 3,3        | 9,5       | 7,6       | 1,4        | −10,9      | −24,7      | −29,3      | −13,3      |
| Température moyenne (°C)                    | −26,9      | −26,6     | −21,2      | −15,1      | −5         | 6,7        | 13,8      | 11,2      | 4          | −7,9       | −20,5      | −25,1      | −9,4       |
| Température maximale moyenne (°C)           | −22,7      | −22,3     | −15,8      | −9,3       | −1,1       | 11,1       | 19,1      | 15,8      | 7,4        | −4,8       | −16,3      | −21,1      | −5         |
| Record de froid (°C) date du record         | −56,7 1913 | −55 1913  | −52,1 1992 | −45,4 1993 | −32,6 1986 | −14,2 1964 | −0,8 1933 | −2,5 1996 | −20,2 1912 | −38,8 1952 | −48,7 2000 | −53,5 1915 | −56,7 1913 |
| Record de chaleur (°C) date du record       | −0,3 2007  | −0,6 1980 | 4,2 1995   | 8,8 1997   | 26,5 2011  | 31,2 2002  | 32,3 1991 | 30 1945   | 24,5 2008  | 12,3 2009  | 2,7 1938   | 0,7 1969   | 32,3 1991  |
| Ensoleillement (h)                          | 2          | 32        | 131        | 227        | 245        | 229        | 308       | 196       | 86         | 48         | 7          | 0          | 1 511      |
| Précipitations (mm)                         | 44         | 38        | 34         | 30         | 30         | 37         | 44        | 59        | 50         | 59         | 46         | 48         | 519        |
| dont neige (cm)                             | 54         | 65        | 69         | 70         | 62         | 6          | 0         | 0         | 0          | 12         | 32         | 45         | 415        |
| Record de pluie en 24 h (mm) date du record | 17 1981    | 21 1978   | 19 1967    | 18 2011    | 20 1997    | 44 1939    | 48 2009   | 40 1939   | 35 1966    | 24 1981    | 25 1971    | 22 1982    | 48 2009    |
| Nombre de jours avec précipitations         | 0,03       | 0         | 0,1        | 1          | 6          | 13         | 15        | 17        | 16         | 5          | 0,3        | 0,1        | 74         |
| Humidité relative (%)                       | 75         | 75        | 75         | 75         | 79         | 74         | 69        | 78        | 82         | 84         | 79         | 76         | 77         |
| Nombre de jours avec neige                  | 24         | 22        | 21         | 18         | 18         | 6          | 0,2       | 0,4       | 9          | 24         | 23         | 24         | 190        |
| Nombre de jours d'orage                     | 0          | 0         | 0          | 0          | 0,1        | 1          | 2         | 1         | 0,2        | 0          | 0          | 0          | 4          |
| Nombre de jours avec brouillard             | 1          | 1         | 0          | 1          | 2          | 2          | 1         | 1         | 1          | 1          | 0,4        | 0,4        | 12         |

| Diagramme climatique                                  |              |            |             |            |           |           |           |          |             |              |              |
| J                                                     | F            | M          | A           | M          | J         | J         | A         | S        | O           | N            | D            |
| −22,7−3144                                            | −22,3−30,838 | −15,8−2634 | −9,3−20,230 | −1,1−8,530 | 11,13,337 | 19,19,544 | 15,87,659 | 7,41,450 | −4,8−10,959 | −16,3−24,746 | −21,1−29,348 |
| Moyennes : • Temp. maxi et mini °C • Précipitation mm |              |            |             |            |           |           |           |          |             |              |              |